# Елис Парк
„Елис Парк“ (известен заради спонсорството също и като „Кока-Кола Парк“) е южноафрикански стадион, който се намира в центъра на град Йоханесбург.
Използва се предимно за срещи по ръгби и футбол. Домакин е на много спортни събития, включително и на финала на Купата на конфедерациите на ФИФА за 2009 г. между националните отбори на Бразилия и Съединените щати.
Построен през 1928 г. като стадион за ръгби, той е реконструиран през 1982 г., като основното му предназначение си остават състезанията по ръгби. Най-голямата му реконструкция се състои през 2009 г. с построяването на северната трибуна, което увеличава капацитета му до 62 000 места.
„Елис Парк“ е арена на церемонията по откриването и финалния двубой на Световното първенство през 2010 г.

## Спортни и други събития

### 2009 г. Купата на конфедерациите
„Кока-Кола Парк“ е сред главните стадиони, избрани за провеждането за турнира за Купата на конфедерациите.
| Дата       | Време (UTC+2) | Отбор №1    | Резултат | Отбор №2      | Предварителна група | Посещаемост |
| ---------- | ------------- | ----------- | -------- | ------------- | ------------------- | ----------- |
| 27-05-1995 | 17:00         | Южна Африка | 0 – 0    | Ирак          | група А             | 48 837      |
| 31-05-1995 | 21:30         | Египет      | 1 – 0    | Италия        | група Б             | 52 150      |
| 04-06-1995 | 21:30         | Ирак        | 0 – 0    | Нова Зеландия | група А             | 23 295      |
| 10-06-1995 | 21:30         | Бразилия    | 1 – 0    | Южна Африка   | Полуфинал           | 48 049      |
| 24-06-1995 | 21:30         | САЩ         | 2 – 3    | Бразилия      | Финал               | 52 291      |

### Световно първенство по футбол 2010
„Елис парк“ е бъде домакин на три мача от груповата фаза, осминафинал и четвъртфинал на Световно първенство по футбол 2010, преди което капацитетът му е увеличен с 5, 000 места на Северната трибуна от 57, 000 (общо 62, 000).
| Дата       | Време (UTC+2) | Отбор №1  | Резултат | Отбор №2     | Предварителна група                          | Посещаемост |
| ---------- | ------------- | --------- | -------- | ------------ | -------------------------------------------- | ----------- |
| 12-06-2010 | 17:00         | Аржентина | 1 – 0    | Нигерия      | Световно първенство по футбол 2010 - група B | 55 686      |
| 15-06-2010 | 21:30         | Бразилия  | 2 – 1    | Корейска НДР | Световно първенство по футбол 2010 - група G | 54 331      |
| 18-06-2010 | 17:00         | Словения  | 2 – 2    | САЩ          | Световно първенство по футбол 2010 - група C | 45 573      |
| 21-06-2010 | 21:30         | Испания   | 2 – 0    | Хондурас     | Световно първенство по футбол 2010 - група H | 54 386      |
| 24-06-2010 | 17:00         | Словения  | 3 – 2    | Италия       | Световно първенство по футбол 2010 - група F | 53 412      |
| 28-06-2010 | 21:30         | Бразилия  | 3 – 0    | Чили         | 16-и кръг                                    | 54 096      |
| 3-07-2010  | 17:00         | Парагвай  | 0 – 1    | Испания      | Четвъртфинал                                 | -           |